# Sorbus chamaemespilus
Sorbus chamaemespilus är en rosväxtart som först beskrevs av Carl von Linné, och fick sitt nu gällande namn av Cr.. Sorbus chamaemespilus ingår i släktet oxlar, och familjen rosväxter. Inga underarter finns listade i Catalogue of Life.

## Bildgalleri

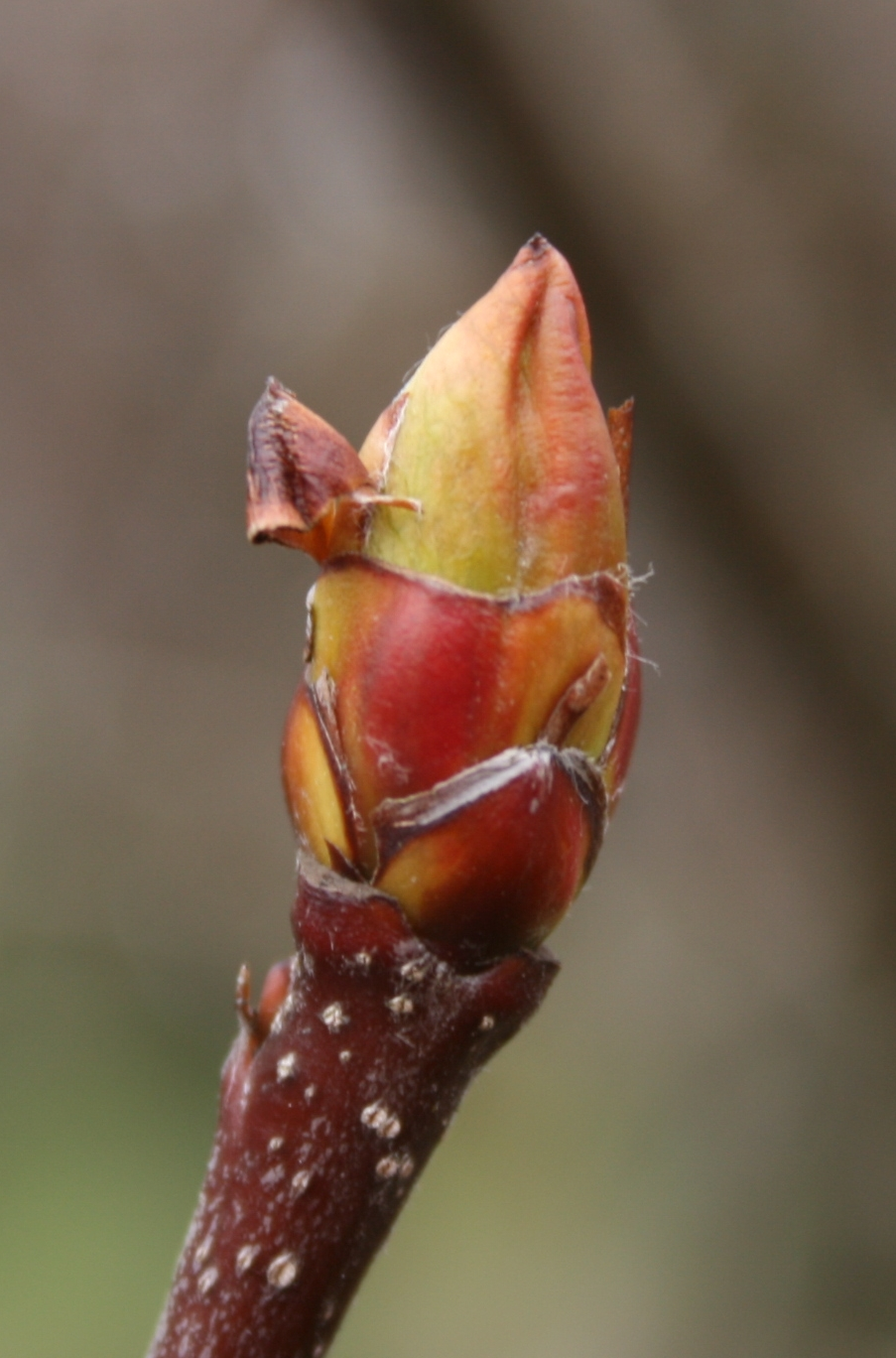
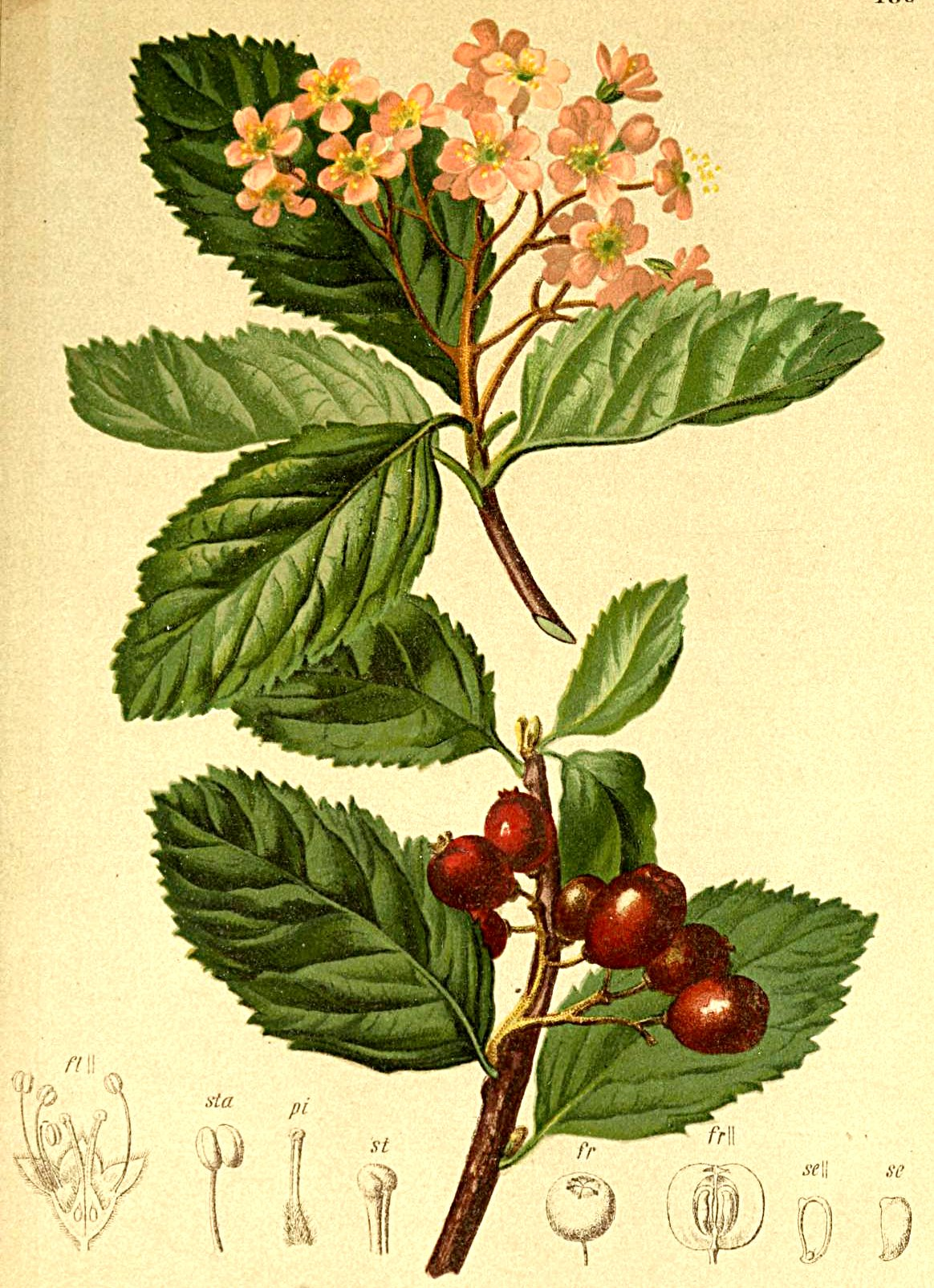
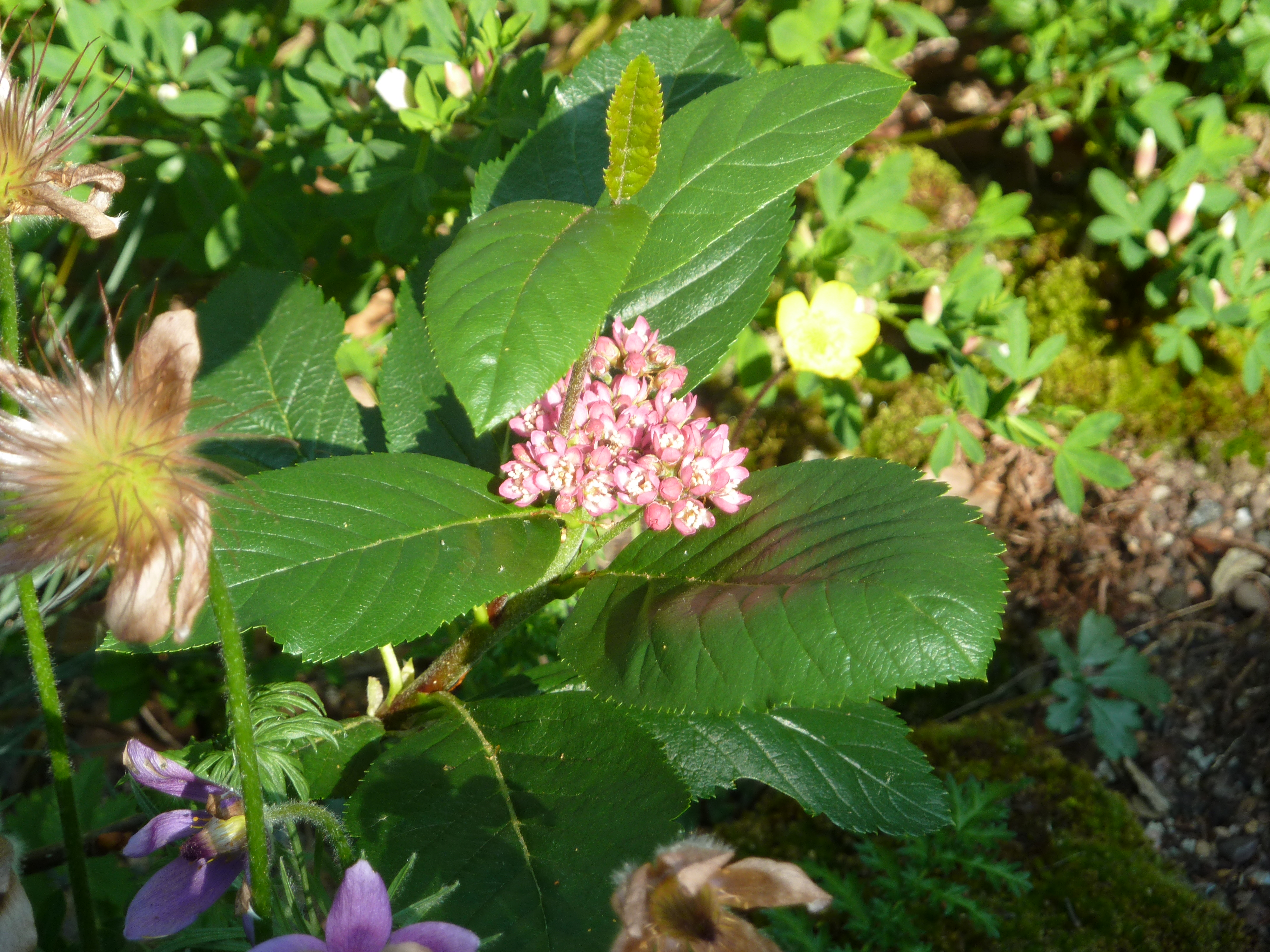
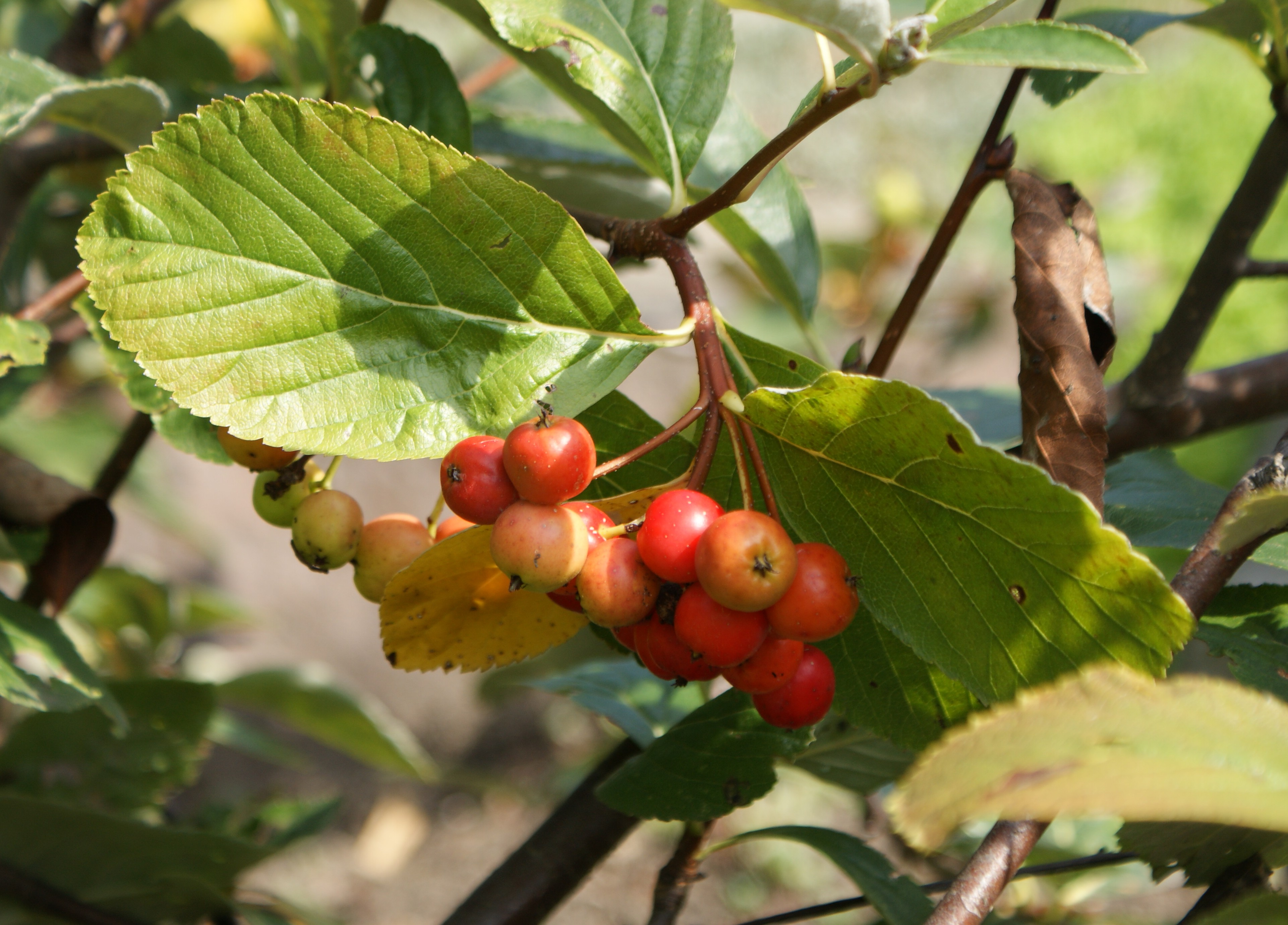